# Priolepis hipoliti
Priolepis hipoliti és una espècie de peix de la família dels gòbids i de l'ordre dels perciformes que es troba des del sud de Florida (Estats Units) i les Bahames fins al nord de Sud-amèrica.
Els mascles poden assolir els 4 cm de longitud total.